# NGC 7839
NGC 7839 is een dubbelster in het sterrenbeeld Pegasus. Het hemelobject werd op 18 november 1886 ontdekt door de Franse astronoom Guillaume Bigourdan.